# Scymnus subvillosus
Scymnus subvillosus — вид божьих коровок из подсемейства Scymninae.

## Описание
Жук длиной 2—3 мм. Надкрылья коричневые со светлыми пятнами или чёрные с коричневыми пятнами. Тело широкое, очень выпуклое.

## Экология
Живёт на лиственных деревьях, в садах, на травах.